# Chevrolet Corvette (C5)
Chevrolet Corvette (C5) — п'яте покоління спортивного автомобіля Corvette, що випускається підрозділом Chevrolet General Motors з 1997 по 2004 модельні роки. Виробничі варіанти включають високопродуктивний Z06. Гоночні варіанти включають C5-R, переможця 24 годин Daytona та 24 годин Le Mans GTS/GT1. Corvette C5 був першим автомобілем GM з малоблоковими двигунами третього покоління «LS». Приховані фари були представлені на Corvette в останній раз в цьому поколінні.